# マー郡 (モンタナ州)
マー郡（英: Meagher County）は、アメリカ合衆国モンタナ州の中央部西に位置する郡である。2010年国勢調査での人口は1,891人であり、2000年の1,932人から2.1％減少した。郡庁所在地はホワイトサルファースプリングス市（人口939人）であり、同郡で人口最大の自治体でもある。モンタナ州の人口重心がマー郡内の座標北緯46度48分48秒 西経111度12分35秒 / 北緯46.813302度 西経111.209708度に位置している。

## 歴史
マー郡はモンタナ準州知事トマス・フランシス・マーに因んで名付けられた。
最初の郡庁は、コンフェデレイト・ガルチ工業地区の主要都市だったダイアモンドシティに置かれた。その地域は現在マー郡内に入っておらず、隣接するブロードウォーター郡の中にある。

## 地理
アメリカ合衆国国勢調査局に拠れば、郡域全面積は2,395平方マイル (6,200 km2)であり、このうち陸地は2,392平方マイル (6,200 km2)、水域は3平方マイル (7.8 km2)で水域率は0.13％である。

### 主要高規格道路
- アメリカ国道12号線
- アメリカ国道89号線

### 隣接する郡
- カスケード郡 - 北
- ジュディスベイスン郡 - 北東
- ウィートランド郡 - 東
- スウィートグラス郡 - 南東
- パーク郡 - 南
- ギャラティン郡 - 南
- ブロードウォーター郡 - 西
- ルイスアンドクラーク郡 - 北西

### 国立保護地域
- ギャラティン国立の森（部分）
- ヘレナ国立の森（部分）
- ルイスアンドクラーク国立の森（部分）

## 人口動態
以下は2000年国勢調査による人口統計データである。
| 基礎データ - 人口: 1,932人 - 世帯数: 803 世帯 - 家族数: 529 家族 - 人口密度: 0人/km2（1人/mi2） - 住居数: 1,363軒 - 住居密度: 0軒/km2（1軒/mi2） 人種別人口構成 - 白人: 97.20% - ネイティブ・アメリカン: 1.04% - アジア人: 0.16% - 太平洋諸島系: 0.05% - その他の人種: 0.57% - 混血: 0.98% - ヒスパニック・ラテン系: 1.50% 先祖による構成 - ドイツ系：28.8％ - ノルウェー系：14.5％ - イギリス系：13.3％ - アイルランド系：12.4％ - アメリカ人：7.8％ 年齢別人口構成 - 18歳未満: 25.0% - 18-24歳: 6.1% - 25-44歳: 22.7% - 45-64歳: 28.1% - 65歳以上: 18.2% - 年齢の中央値: 43歳 - 性比（女性100人あたり男性の人口） - 総人口: 100.4 - 18歳以上: 100.4 | 世帯と家族（対世帯数） - 18歳未満の子供がいる: 27.3% - 結婚・同居している夫婦: 56.8% - 未婚・離婚・死別女性が世帯主: 6.1% - 非家族世帯: 34.1% - 単身世帯: 31.0% - 65歳以上の老人1人暮らし: 13.7% - 平均構成人数 - 世帯: 2.37人 - 家族: 3.00人 収入と家計 - 収入の中央値 - 世帯: 29,375米ドル - 家族: 33,879米ドル - 性別 - 男性: 22,083米ドル - 女性: 15,417米ドル - 人口1人あたり収入: 15,019米ドル - 貧困線以下 - 対人口: 18.9% - 対家族数: 16.4% - 18歳未満: 27.4% - 65歳以上: 13.0% |

## 都市と町

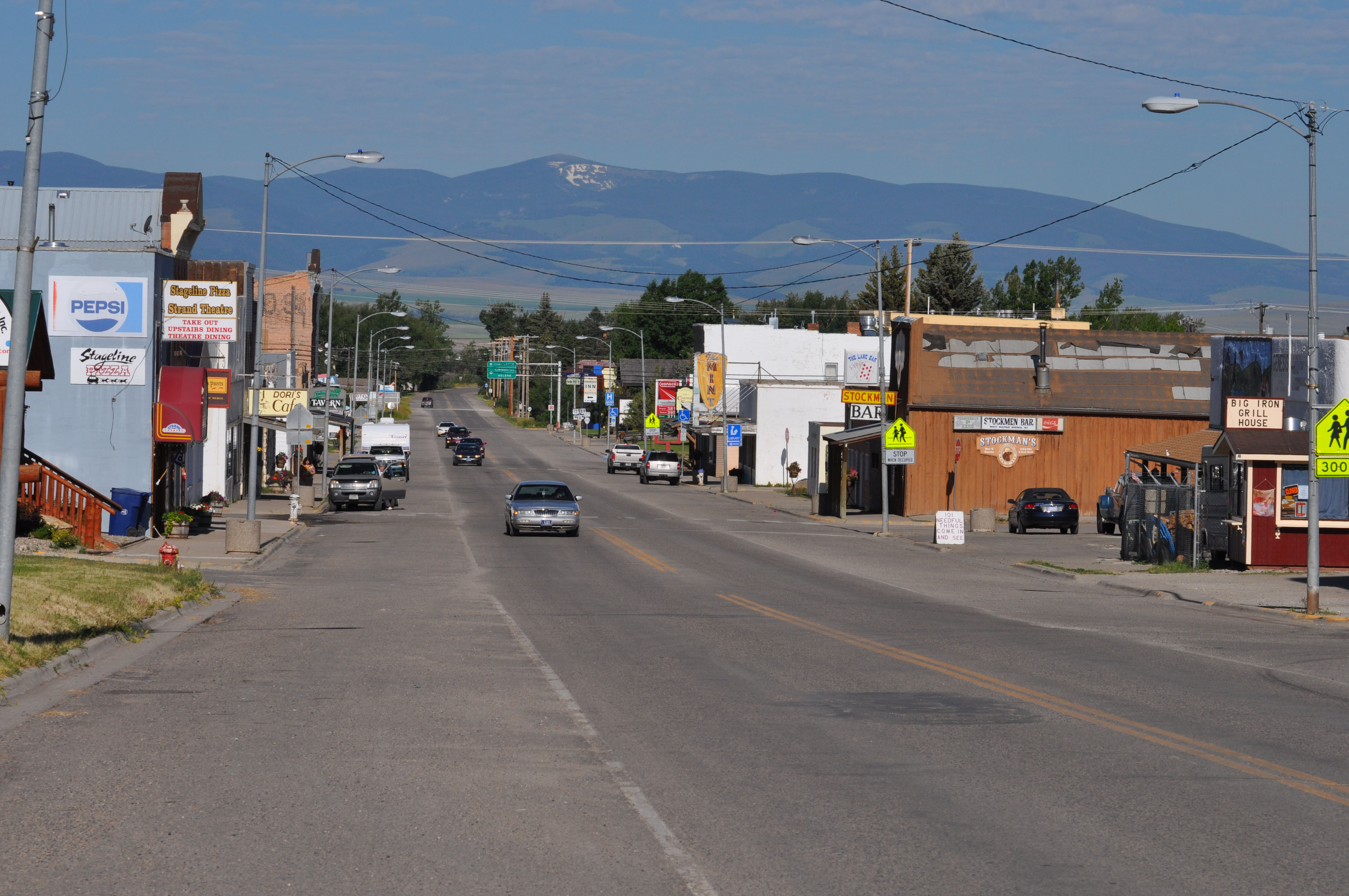
ホワイトサルファースプリングスのメインストリート

### 都市
- ホワイトサルファースプリングス - 郡庁所在地

### その他の町
- マーティンズデール
- ミンデン
- リングリング
- シックスティーン